# 齊碎龍屬
齊碎龍屬（學名：Clasmodosaurus）是恐龍的一屬，屬於蜥腳下目泰坦巨龙类。牠們生存於白堊紀晚期的阿根廷。由於牠的化石只是一些牙齒，故被認為是疑名。
模式種是勺状齐碎龙（C. spatula），是由阿根廷古動物學家佛羅倫天奴·阿米希諾（Florentino Ameghino）在1898年所描述、命名的。

## 外部連結
- 恐龍博物館——齊碎龍